# يحيى العيدلي
يحيى العيدلي هو عالم دين جزائري مسلم. ولد في منطقة آث عباس القريبة من إغيل علي ببجاية في تاريخ مجهول. كما لا يعرف تاريخ وفاته إلا السنة التقريبية: 881/ 1477 م عن عمر يقارب الـ 85 عاماً بقرية ثمقرة. وقد بنيت على قبره قبة موجودة حتى الآن، تعرف باسم (تقرابت).

## نسبه ونشأته
نشأ يتيماً بعد أن تركه والده رفقة والدته يما ربيحة ذاهباً إلى البقاع المقدسة لأداء مناسك الحج ولم يعد بعدها. فانتقل صغيرا إلى منطقة تمقرة مع والدته.

## زواجه وأبناؤه
تزوج بسيدة من منطقة تمقرة فأنجبت له 3 أولاد: الجوذي، الواضح، بلقاسم. وأنجب ابنه بلقاسم بدوره: علي والمهدي. وانطلاقاً من أسماء أولاده سميت أحياء تمقرة بحسب سكن سلالة أحد أبناءه: آث الجوذي، آث الواضح، آث علي أو بلقاسم، آث المهذي. هذا ما وصلنا بحسب الرواية الشفوية، في حين أننا وقعنا على وثيقة قديمة مؤرخة سنة 1192م بخط: محمد البشر بن الهادي بن خالد نجل أحمد بن يحيى العيدلي نسباً ومنشئاً. مما يعني أن للشيخ ابناً آخر على الأقل سماه باسم أبيه، وهو شيء معمول به بحسب العادة، وقد لا يستبعد أن يكون هذا الابن هو ابنه البكر.

## الدراسة والشيوخ
كل ما يعرف عن هذه  الفترة من حياته أنه تلقى تعليمه ببجاية، دون أن تبين المصادر أسماء شيوخه ولا سنوات الدراسة، ناهيك عن المواد التي درسها. ولكننا يمكن أن نخمن أنه تلقى بها على العلماء الآخذين على  عبد الرحمن الوغليسي (ت 786) وهم أنفسهم الذين أخذ عنهم الشيخ عبد الرحمن الثعالبي (ت 875 /1479 م) الداخل إلى بجاية في بداية القرن التاسع ومنهم:
- أحمد بن إبراهيم البجائي (ت 840/ 1434 م)
- أبو الحسن علي بن محمد اليليلتي (أو البلبلتي)
- أبو القاسم المشدالي
- أبو مهدي عيسى اليليلتي
- أبو الحسن علي بن عثمان المانجلاتي
- أبو الربيع سليمان الزواوي
- علي بن موسى البجائي

## التدريس
بعد إنهاء دراسته عاد إلى ثمقرة حيث أسس زاوية سيدي يحي العيدلي في حدود منتصف القرن التاسع الهجري. باشر التعليم بها، التي أصبحت مركزا تعليميا هاما تمكن من استقطاب العديد من الطلبة من داخل الجزائر ومن خارجها ممن سيكون لهم أثر كبير في الثقافة الإسلامية عموما.

## تلاميذه
تخرج عليه عدد كبير من العلماء، تذكر المصادر منهم:
- أحمد بن أحمد بن محمد بن عيسى البرنسي الفاسي المشهور بـ أحمد زروق البرنسي، والذي تولى التدريس في نفس الزاوية، كما عكف فيها وتحت إشراف شيخه على كتابة كتبه كشرح رسالة ابن أبي زيد القيرواني في الفقه.

و في سند الطريقة الشاذلية جاء اسم أحدهم كما يلي:  يحيى العيدلي القادري (كذا) الذي يروي عنه  أبي العباس أحمد بن عقبة الحضرمي الذي يروي عنه  أحمد بن أحمد بن محمد بن عيسى البرنسي الفاسي الزروق.
- عبد الرحمن الصباغ شارح الوغليسية للشيخ عبد الرحمن الوغليسي في الفقه وشرح البردة للبوصيري.
- أحمد بن يحيى أومالو مؤسس زاوية أمالو.
- محمد بن علي الخروبي صاحب المؤلفات الكثيرة، منها شرح وظيفة شيخه سيدي يحيى العيدلي.
- الصوفي  أحمد بن يوسف الملياني.
- بهلول عاصم.
- إيدير بن صالح.
- إبراهيم بن عمار.
- أحمد بن عبد الرحمن جد عائلة المقراني الثائر على فرنسا.

## تصوفه
أثر عنه اهتمامه بتربية نفسه و تزكيتها بترويضها على الزهد والعبادة. ومما يروى أنه قضى 14 عاما من حياته في عزلة داخل مغارة ضيقة (خلوة) تقع أعلى الجبل الذي يقع فيه الحمام (حمام سيدي يحيى العيدلي). وكان ممن اختار الطريقة الشاذلية.

## آثاره
لا يعرف من آثاره إلا وظيفة  يحي العيدلي التي يروى أنه أوصى أولاده وطلابه ومحبيه بقراءتها بعد صلاة الصبح. وقد قام بشرحها تلميذه محمد بن علي الخروبي

## نص الوظيفة
أعوذ بالله من الشيطان الرجيم بسم الله الرحمن الرحيم، الصلاة والسلام عليك يا رسول الله، الصلاة والسلام عليك يا حبيب الله، الصلاة والسلام عليك يا خير خلق الله، اللهم ارض عن أصحاب رسول الله.
الله أكبر (ثلاث مرات) ولا اله إلا الله، الله أكبر (ثلاث مرات) ولله الحمد.
يا لطيف يا كافي يا حفيظ يا شافي (ثلاث مرات) يا الله.
لا إله إلا الله (عشر مرات)، سـيدنا محمد رسول الله صلى الله عليه وسلم تسليما. ثبتنا يا ربي بقولها وانفعنا يا ربي بفضلها واجعلنا يا ربي من أخيار أهلها (ثلاث مرات)، آمين (ثلاث مرات) يا رب العالمين (ثلاث مرات).
اللهم صل وسلم على محمد وعلى آل محمد وبارك على محمد وعلى آل محمد (عشر مرات)، آمين (ثلاث مرات) يا رب العالمين. سلام على المرسلين والحمد للـه رب العالمين.
أعوذ بالله من الشيطان الرجيم، بسم الله الرحمن الرحيم:
إن الله وملائكته يصلون على النبي، يا أيها الذين آمنوا صلوا عليه وسلموا تسليما. صلى الله عليه وعلى آله وصحبه وسلم تسليما (عشر مرات). اللهم صل على محمد عبدك ونبيك ورسولك النبي الأمي وعلى آله وصحبه وسلم تسليما (عشر مرات). اللهم صل على ملائكتك المقربين وعلى أنبيائك والمرسلين وعلى أهل طاعتك أجمعين (خمس مرات). اللهم ارض عن سادتنا الخلفاء أبي بكر وعمر وعثمان وعلي وعن الصحابة أجمعين وأمهات المؤمنين وعن عبادك الصالحين وعـن التابعين وتابعي التابعين لهم بإحسان إلى يوم الدين (خمس مرات).
أستغفر الله الذي الذي لا إله إلا هو الحي القيوم وأتوب إليه (ثلاث مرات). أستغفر الله العظيم لي ولوالدي ولجميع المسلمين والمسلمات والمؤمنين والمؤمنات الأحياء والأموات (ثلاث مرات).
أعوذ بالله من الشيطان الرجيم، بسم الله الرحمن الرحيم
سورة الفاتحة. سورة الناس. سورة الفلق. سورة الإخلاص. سورة الكافرون. آية الكرسي.
سبحان الله والحمد لله ولا إله إلا الله والله أكبر ولا حول ولا قوة إلا بالله العلي العظيم. اللهم صل على محمد وعلى آل محمد كما صليت على إبراهيم وعلى آل إبراهيم وبارك على محمد وعلى آل محمد كما باركت على إبراهيم وعلى آل إبراهيم في العالمين إنك حميد مجيد.
اللهم اغفر لنا ولوالدينا ولجميع المسلمين والمسلمات والمؤمنين والمؤمنات الأحياء منهم والأموات، إنك أنت الجواد بالخيرات. اللهم افعل بنا وبهم عاجلا وآجلا في الدين والدنيا والآخرة ما أنت له أهل ولا تفعل بنا وبهم يا مولانا ما نحن أهل، إنك أنت الغفور الحليم الجواد الكريم الرؤوف الرحيم.
رضيت بالله ربا وبالإسلام دينا وبالكعبة قبلة وبالقرآن إماما وبمحمد صلى الله عليه وسلم نبيا ورسولا ولا حول ولا قوة إلا بالله العلي العظيم.
سبحان ربك رب العزة عما يصفون وسلام على المرسلين والحمد لله رب العالمين.
لا إله إلا الله قبل كل أحد، ولا اله إلا الله بعد كل أحد، ولا إله إلا الله تفنى الخلائق كلها ويبقى (ثلاث مرات).
الحمد لله قبل كل أحد، والحمد لله بعد كل أحد، والحمد لله على كل حال (ثلاث مرات).
سبحان الله وبحمده عدد خلقه ورضاء نفسه وزنة عرشه ومداد كلماته (ثلاث مرات).
سبحان الله والحمد لله ولا اله إلا الله والله أكبر ولا حول ولا قوة إلا بالله العلي العظيم عدد ما خلق وزنة ما خلق وملء ما خلق (ثلاث مرات).
الله معي، الله حاضري، الله ناظري، الله شاهدي (ثلاث مرات).
السلام عليك أيها النبي ورحمة الله وبـركاته، السلام علينا وعلى عباده الصالحين (ثلاث مرات).
تحصنت بذي العزة والجبروت، واعتصمت برب الملكوت وتوكلت على الحي الذي لا يموت.
اصرف عنّا البلاء إنك على كل شيء قدير، اصرف عنا الأذى إنك على كل شيء قدير، اصرف عنا الوباء انك على كل شيء قدير (ثلاث مرات).
بسم الله الذي لا يضر مع اسمه شيء في الأرض ولا في السماء وهو السميع العليم.
أعوذ بكلمات الله التامات من شر ما خلق (ثلاث مرات)، أعوذ بالله من الشقاق والنفاق وسوء الأخلاق ومن أمر لا يطاق (ثلاث مرات).
يا حفيظ، يا حفيظ، يا حفيظ، احفظنا فالله خير حفظا وهو أرحم الراحمين.
حسبنا الله ونعم الوكيل (ثلاث مرات). حسبي الله لا اله إلا هو عليه توكلت وهو رب العرش العظيم (سبع مرات).
اللهم صل على محمد وعلى آله وصحبه وسلم تسليما (ثلاث مرات).
سبحان ربك رب العزة عما يصفون وسلام على المرسلين والحمد لله رب العالمين.

## مما قيل فيه
السخاوي (في الضوء اللامع): يحيى بن أحمد العيدلي البجائي المغربي، مات سنة ثمانين تقريبا. وكان عابدا مشارا إليه. أفادنيه بعض الآخذين عني من المغاربة.